# 2244 Tesla
För andra betydelser, se Tesla.
2244 Tesla eller 1952 UW1 är en asteroid i huvudbältet, som upptäcktes den 22 oktober 1952 av den serbiske astronomen Milorad B. Protić vid Belgrads observatorium. Den har fått sitt namn efter uppfinnaren Nikola Tesla.
Asteroiden har en diameter på ungefär 24 kilometer.